# Mardraum – Beyond the Within
Mardraum – Beyond the Within är det femte fullängdsalbumet av norska progressive metal bandet Enslaved. Det anses att det var med detta skivsläpp som bandet bytte riktning, eftersom Enslaved lade till olika element av progressiv rock, som senare följt med till de senare albumen.

## Låtlista
1. "Større enn tid – Tyngre enn natt" (Peersen/Kronheim) – 10:06
2. "Daudningekvida" (Husebø/Peersen/Kronheim) – 3:30
3. "Inngang-Flukt" (Kronheim/Peersen) – 7:42
4. "Ormgard" (Peersen) – 5:28
5. "Æges draum" (Peersen/Kronheim) – 4:42
6. "Mardraum" (Enslaved/Peersen) – 3:39
7. "Det endelege riket" (Peersen) – 5:19
8. "Ormgard II: Kvalt i kysk høgsong" (Grutle/Peersen) – 3:44
9. "Krigaren eg ikkje kjende" (Grutle) – 6:31
10. "Stjerneheimen" (Peersen/Kronheim) – 5:46
11. "Frøyas smykke" (Peersen) – 1:54

## Medverkande
Enslaved
- Ivar Bjørnson (eg. Ivar Skontorp Peersen) – gitarr, keyboard, ljudeffekter, percussion
- Grutle Kjellson (Kjetil Tvedte Grutle) – basgitarr, sång, elektronik
- Roy Kronheim[2] – gitarrer, bakgrundssång
- Dirge Rep (Per Husebø) – trummor, percussion

Produktion
- Peter Tägtgren – inspelning, mixning
- Lars Szöke – inspelning
- Silje Wergeland – typografi
- Kristoffer Oustad – foto